# Ghost Beach
Ghost Beach (No Brasil: Praia Fantasma e em Portugal: A Praia Assombrada) é um dos livros da série Goosebumps.

## Sinopse
Terri e Jerry vão passar as férias da escola na praia, na cidade de Nova Inglaterra, junto com os seus primos distantes Agatha e Brad. Lá, eles conhecem Sam, Louisa e Nat e começam a explorar o local. Terri e Jerry descobrem uma caverna, mas seus primos e Sam, Louisa e Nat falam para eles não irem até lá.
Num dos passeios, eles descobrem o esqueleto de um cachorro, e Sam diz que um fantasma deve tê-lo devorado. E Nat fala sem querer que esse fantasma vive na caverna.Terri e Jerry não acreditam em fantasmas, e então foram explorar a caverna.
Eles viram um homem velho, e por sinal eles acharam que eram o fantasma. Eles contaram para Sam, Louisa e Nat. Eles foram à caverna, mas só Terri e Jerry entraram, pois Sam, Louisa e Nat tinham medo.
O fantasma pegou Terri e Jerry e falou que Sam, Louisa e Nat são os fantasmas e como Terri e Jerry já tinham visto no cemitério suas sepulturas. Terri e Jerry não sabem em quem acreditar.
Então Terri, Jerry, Sam, Louisa e Nat tentam prender o fantasma na caverna, mas ao decorrer da armadilha todos entram na caverna, e o como Nat já tinha dito “Os cachorros reconhecem fantasmas”, o velho homem tinha um cachorro na caverna e então o cão começa a latir para Sam, Louisa e Nat e o mistério é descoberto. Mas ai o velho homem consegue perder os fantasmas na caverna e Terri e Jerry escapam.
Chegando em casa eles contam tudo para Agatha e Brad, então chega o cachorro que tinha seguido eles desde a caverna e começa a latir com Agatha e Brad... que na verdede são fantasmas.

## Personagens
- Jerry Sadler: Irmão de Terri.
- Terri Sadler: Irmã de Jerry.
- Agatha Sadler: Prima de Jerry e Terri.
- Brad Sadler: Esposo de Agatha.
- Sam Sadler: Irmão fantasma de Louisa e Nat, e amigo de Jerry e Terri.
- Louisa Sadler: Irmã fantasma de Sam e Nat, e amiga de Jerry e Terri.
- Nat Sadler: Irmão fantasma de Louisa e Sam, e amigo de Jerry e Terri.
- Harrison Sadler: O velho "fantasma" que Jerry e Terri encontraram no fundo da caverna.